# SOS事件
SOS事件（日语：SOS遭難事件）发生于日本北海道旭岳，1989年7月有两人在旭岳失踪，此后警方的直升机在草甸上发现桦树搭建的SOS记号。在记号北侧发现了两名失踪者。但是警方调查发现SOS记号不是失踪者搭建的。警方后来又在附近发现一名1984年7月失踪的旅客的遗体。有人认为SOS记号是该旅客搭建的，但也有怀疑该旅客根本没有力量搭建该记号。目前SOS记号已被移走。

## 經過
旭岳山區先前就曾發生山難，例如1972年11月21日發生雪崩，一名北海道大學學生失蹤死亡。1984年2月9日，武田友孝（33歲）在此地失蹤。1989年7月24日下午兩名登山客在黑岳前往旭岳路上失蹤，7月24日下午，東京登山客失蹤，北海道警方搭乘直升機搜索，在大雪山系旭岳南部海拔1500公尺的一片空地發現樺木搭建的大型SOS記號，字母長15公尺寬5公尺，不久，東京登山客在以南2–3公里處獲救，他表示對SOS記號一無所知，因此警方懷疑有另一名遇難者，隔天警方在記號附近發現疑似人骨的白骨以及裝著卡式錄音帶的背包，7月28日上午，道警旭川東署派遣4名調查員前往現場勘查，在SOS記號以北30公尺發現頭骨，以西30公尺發現“LPL商事”的三腳架，同時警方也公布了錄音帶內容，

## 事件猜測

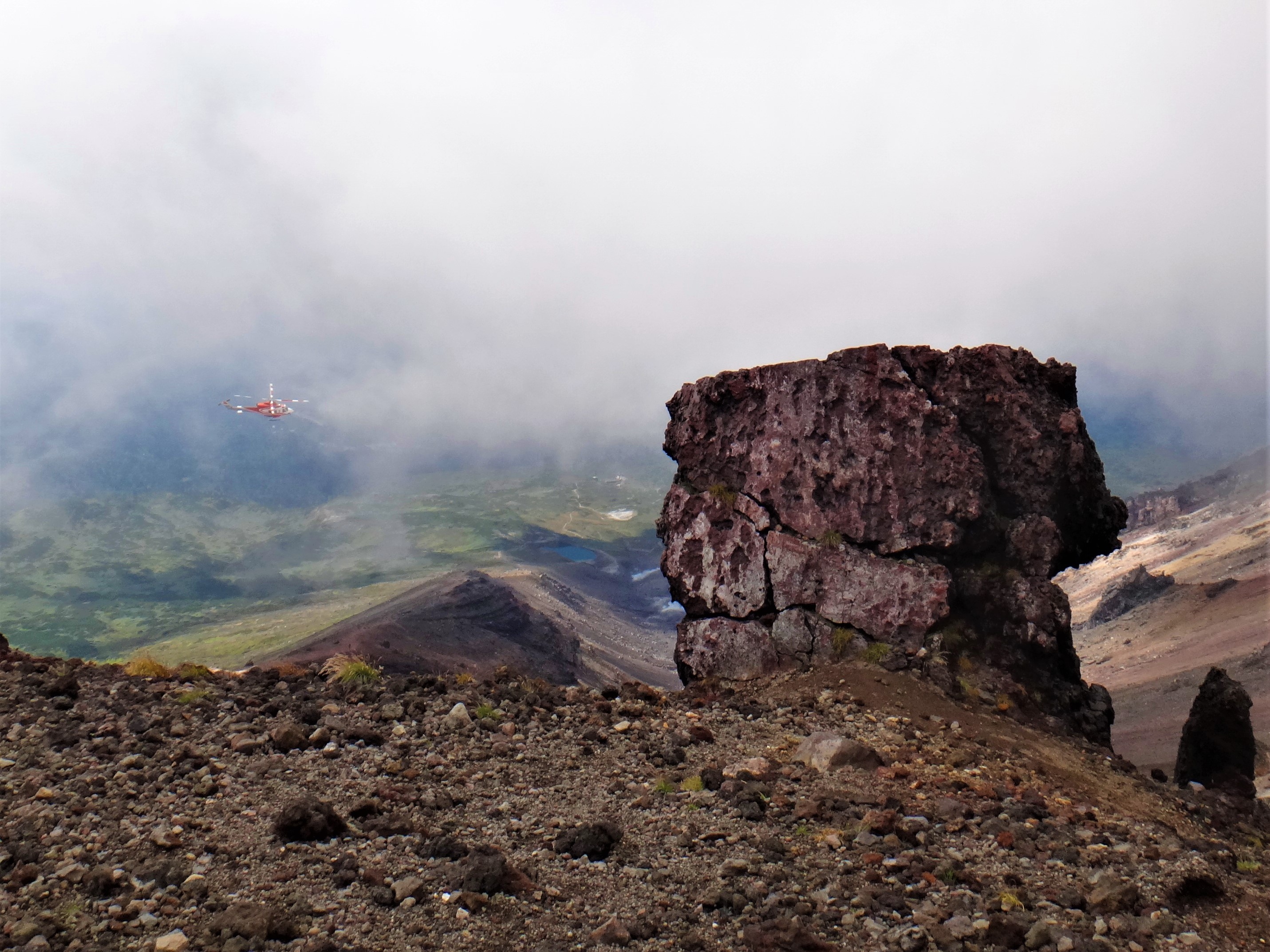
事發地附近的地標金庫岩

### 事件起因
當地有一稱作金庫岩的巨石位於旭岳的山脊，是當地的路標，然而，附近還有類似金庫岩的另一塊岩石，如果你不小心從這塊「假」的金庫岩走下去，就會來到事發地點，斜坡上生長赤竹屬植物，從這裡由上往下走容易，但由下往上很難爬回去，而且底部還有懸崖。事件過後，就曾發生新聞媒體來此探訪，遇到相同狀況無法脫離，而需要救援的情況。

### SOS記號
SOS的巨型文字是由樺樹的樹幹所構成，估計需花費兩天龐大的勞力才能夠完成，最初推測是死者所搭建，但經過解剖後發現他的身體消瘦沒力氣，不具備自行搭建這樣巨大標誌的能力，而且附近沒有找到可以砍斷樹幹的斧頭。

### 錄音帶
1989年7月28日上午，警方公開男子的求救聲，隔天公布另外三卷卡式錄音帶內容，主要是廣播節目，其中包含《超時空要塞》主題曲。至今仍不清楚錄音帶的來歷，但猜測可能是死者為了防止自己精疲力竭無法發聲，因此預錄求救信號讓救援隊可以聽見並找到自己，也有猜測認為錄音機可能是不小心錄到他的求救聲。此外，很多人認為錄音中這名求救的男子就是死者，但是當問到他的父母時，他們表示無法確定。